# 911

## Събития
- Възниква Нормандското херцогство.

## Починали
- 14 април – Сергий III, римски папа